# Plaza de Toros de Illumbe
Plaza de Toros de Illumbe är en amfiteater i Spanien.   Den ligger i provinsen Gipuzkoa och regionen Baskien, i den norra delen av landet, 300 km norr om huvudstaden Madrid. Plaza de Toros de Illumbe ligger 44 meter över havet.
Terrängen runt Plaza de Toros de Illumbe är kuperad åt sydost, men åt nordväst är den platt. Havet är nära Plaza de Toros de Illumbe åt nordväst.Runt Plaza de Toros de Illumbe är det tätbefolkat, med 383 invånare per kvadratkilometer. Närmaste större samhälle är San Sebastián, 1,8 km norr om Plaza de Toros de Illumbe. Omgivningarna runt Plaza de Toros de Illumbe är en mosaik av jordbruksmark och naturlig växtlighet.